# Picknick (Film)
Picknick (Originaltitel: Picnic) ist ein US-amerikanisches Filmmelodram von Joshua Logan aus dem Jahr 1955 mit William Holden und Kim Novak in den Hauptrollen. Als literarische Vorlage diente das gleichnamige Bühnenstück von William Inge, das 1953 mit dem Pulitzer-Preis ausgezeichnet worden war.

## Handlung
Der Herumtreiber und ehemalige Football-Star Hal Carter sucht in einer Kleinstadt in Kansas nach Arbeit. Dabei hofft er auf die Unterstützung seines alten Freundes Alan Benson. Als Hal am Labor Day in besagtem Ort eintrifft, sind die Einwohner mit den Vorbereitungen für ihr alljährlich stattfindendes Picknick beschäftigt. Mit seiner ehrlichen Art und seinem maskulinen Aussehen bringt Hal die Gemüter der Frauen schnell in Aufruhr. Selbst die altjungferliche Lehrerin Rosemary ist vom rauen Hal umgehend angetan.
Beim gemeinsamen Picknick begegnet Hal Alans Verlobter, der Lokalschönheit Madge. Beide fühlen sich sofort zueinander hingezogen, sehr zum Missfallen des eifersüchtigen Alan und von Madges besorgter Mutter Flo. Als sich die Situation zuspitzt und Alan Hal als Tunichtgut beschimpft, verlässt Hal das Picknick. Madge läuft ihm nach und versucht, ihn zum Bleiben zu überreden. Dabei kommen sie sich näher.
Nach einer gewaltsamen Auseinandersetzung mit Alan und der örtlichen Polizei entschließt sich Hal, die Stadt mit dem Zug in Richtung Tulsa zu verlassen. Er bittet Madge, ihn zu begleiten. Doch ist sie sich nicht sicher, ob sie diesen Schritt wagen soll. Erst als ihre jüngere Schwester Millie sie ermutigt, das Risiko einzugehen, packt Madge ihre Koffer, um mit Hal ein gemeinsames Leben anzufangen.

## Hintergrund
Die Premiere von William Inges Bühnenstück Picnic fand am 19. Februar 1953 im Music Box Theatre am New Yorker Broadway statt, wo das Drama insgesamt 477 Mal aufgeführt wurde. Regisseur Joshua Logan, der auch für die Theaterinszenierung zuständig war, wechselte einen Großteil der Besetzung für seine Filmversion aus. Lediglich Arthur O’Connell, Reta Shaw und Elizabeth Wilson behielten ihre Rollen. Paul Newman, der auf der Bühne eine Nebenrolle gespielt hatte, wurde durch Cliff Robertson ersetzt.
Die Dreharbeiten erfolgten von Mai bis Juli 1955 an Originalschauplätzen in Kansas, unter anderem in den Städten Halstead, Hutchinson, Nickerson, Salina und Sterling.
Picknick wurde im November 1955 in den Vereinigten Staaten uraufgeführt und kam am 16. Februar 1956 in die US-amerikanischen Kinos. Der Film entwickelte sich zu einer der erfolgreichsten Produktionen des Jahres. In Deutschland lief der Film am 16. März 1956 in den Kinos an und wurde am 13. Juli 1969 von der ARD erstmals im Fernsehen gezeigt.

## Kritiken
Das Lexikon des internationalen Films nannte Picknick „[e]ine intelligente Studie amerikanischer Lebensart und bürgerlicher Lebensformen, die mit ihrer treffsicheren und drastischen Ironie dem Hollywood-Melodram neue Impulse gab“. Der Evangelische Filmbeobachter attestierte dem Melodram „[e]in psychologisch ungemein fein nuanciertes Spiel zwischen komplexbeladenen Menschen in den Wogen eines Volksfestes“. Aufgrund der „sauberen und treffsicheren Darstellung sublimer erotischer Spannungen und seiner filmischen Prägnanz“ sei es empfehlenswert für Erwachsene. Cinema bezeichnete Picknick als „wunderbar gespielte Verfilmung von William Inges satirischem Bühnenhit über heimliche Sehnsüchte braver US-Provinzler“.
Variety zufolge sei Hauptdarsteller William Holden „als Herumtreiber manchmal derb, zum Teil sympathisch und schillernd“, doch habe er durchweg „eine eindringlische Vorstellung“ geliefert. Auch Kim Novak mache ihre Sache „gut“. Innerhalb der Besetzung sei Rosalind Russell jedoch „herausragend“ in der Rolle der alten Jungfer und Lehrerin, die mit Novaks Familie lebt.
Im Buch, das zur Hommage an Kim Novak 1997 von der Stiftung Deutsche Kinemathek zusammen mit den Internationalen Filmfestspielen Berlin herausgegeben wurde, schrieb die Filmkritikerin Annette Kilzer, dass Picknick vom Begehren und Begehrten erzähle, von denen, die ein Ziel im Leben kennen, und denen, die von anderen zum Ziel erkoren würden: „Kim Novak und William Holden verkörpern die, die aller Blicke sehnsüchtig treffen. Doch während Novaks Charisma in ihren lethargischen, selbstverlorenen Bewegungen evident ist, muss Holdens Sex-Appeal sorgsam inszeniert werden. […] Vor allem er ist in diesem Film das Objekt der Begierde.“

## Auszeichnungen
Bei der Oscarverleihung 1956 wurde Picknick in den Kategorien Bestes Szenenbild (William Flannery, Jo Mielziner, Robert Priestley) und Bester Schnitt (Charles Nelson, William A. Lyon) mit dem Oscar ausgezeichnet. Nominiert war das Melodram zudem in den Kategorien Bester Film, Beste Regie (Joshua Logan), Bester Nebendarsteller (Arthur O’Connell) und Beste Filmmusik (George Duning). Joshua Logan erhielt 1956 den Golden Globe in der Kategorie Beste Regie und war außerdem für den Directors Guild of America Award nominiert. Drehbuchautor Daniel Taradash war wiederum für den Writers Guild of America Award nominiert.
Bei der Vergabe der British Academy Film Awards im Jahr 1957 war Picknick in den Kategorien Bester Film, Bester ausländischer Darsteller (William Holden), Beste ausländische Darstellerin (Kim Novak) und Beste Nachwuchsleistung (Susan Strasberg) für den BAFTA nominiert, ging am Ende jedoch leer aus.

## Deutsche Fassung
Die deutsche Synchronfassung entstand 1956 bei der Ultra Film Synchron in Berlin unter der Synchronregie und nach dem Dialogbuch von Alfred Vohrer.
| Rolle                  | Darsteller       | Synchronsprecher      |
| ---------------------- | ---------------- | --------------------- |
| Hal Carter             | William Holden   | Paul Klinger          |
| Marjorie „Madge“ Owens | Kim Novak        | Margot Leonard        |
| Flo Owens              | Betty Field      | Tilly Lauenstein      |
| Millie Owens           | Susan Strasberg  | Marianne Prenzel      |
| Alan Benson            | Cliff Robertson  | Gert Günther Hoffmann |
| Howard Bevans          | Arthur O’Connell | Hans Nielsen          |
| Helen Potts            | Verna Felton     | Agnes Windeck         |
| Irma Kronkite          | Reta Shaw        | Erna Haffner          |
| Bomber                 | Nick Adams       | Wolfgang Gruner       |
| Mr. Benson             | Raymond Bailey   | Siegfried Schürenberg |
| Christine Schoenwalder | Elizabeth Wilson | Friedel Schuster      |
| Rosemary Sidney        | Rosalind Russell | Edith Schneider       |